# 部員
部員（ぶいん）とは、「部」「本部」等の呼称を持っていたり、「部」と呼ばれる類別に属する何らかの組織に所属する人、またはその組織に配属されている職員のことである。部等の組織に所属する人のうち、部を代表し、部の統率を行う者は通常部長と呼ばれるが、企業・官公庁などの「部」においては、「部員」と言ったとき、通常は部長をそれに含めない。
たとえば教育機関における課外活動を行うクラブに所属する人を指して部員と呼ぶ。